# Гараев, Джавидан
Джавидан Гараев — азербайджанский самбист, чемпион мира по самбо среди юношей 2006 года, бронзовый призёр первенств Европы по самбо среди юниоров 2007 и 2008 годов, серебряный призёр первенства мира по самбо среди юниоров 2006 года, серебряный (2011) и бронзовый (2013, 2016, 2018) чемпионатов Европы, серебряный (2015) и бронзовый (2013) призёр чемпионатов мира по самбо. Выступал в полулёгкой лёгкой весовой категории (до 62 кг).